# Show Me How You Burlesque
Show Me How You Burlesque è un brano musicale della cantante statunitense Christina Aguilera, appartenente alla colonna sonora del film musical Burlesque, che segna l'esordio cinematografico dell'Aguilera.
Fu pubblicato come secondo singolo, dopo il brano You Haven't Seen the Last of Me di Cher.

## Il brano
Nei primi del 2010 affiorò in rete una demo di questo brano, intitolata Spotlight, che si suppose sarebbe stata integrata in Bionic, quarto album di inediti di Christina Aguilera. RCA smentì che questo brano era destinato a Bionic. Il pezzo rifinito e completo, dal titolo di Show Me How You Burlesque, fu pubblicato su iTunes il 22 novembre 2010, il giorno stesso dell'uscita della colonna sonora del film nei negozi di dischi.
È stato scritto da Christopher Stewart, Claude Kelly e dalla stessa Aguilera.

## Vendite
Negli Stati Uniti, il brano non ha superato la settantesima posizione, e in Canada la novantaduesima. In Nuova Zelanda, è riuscito ad entrare in top ten, passando direttamente dalla trentatreesima all'ottava posizione della classifica.

## Classifiche
| Classifica (2010/2011) | Posizione massima |
| ---------------------- | ----------------- |
| Australia              | 29                |
| Canada                 | 92                |
| Germania               | 89                |
| Nuova Zelanda          | 8                 |
| Svizzera               | 26                |
| Stati Uniti            | 70                |